# Jack Beaumont
Jack Beaumont (Maidenhead, 21 de novembro de 1993) é um remador britânico, medalhista olímpico.

## Carreira
Beaumont conquistou a medalha de prata nos Jogos Olímpicos de Verão de 2020 em Tóquio com a equipe da Grã-Bretanha no skiff quádruplo masculino, ao lado de Harry Leask, Angus Groom e Tom Barras, com o tempo de 5:33.75.